# Сократис Димитриадис
Сокра̀тис Димитриа̀дис (на гръцки: Σωκράτης Δημητριάδης) е гръцки юрист и политик.

## Биография
Роден е в 1931 година в драмското бежанско село Равика (Калифитос). Завършва право. Димитриадис е сред основателите на ПАСОК в Драма и е секретар на номовия комитет на партията. В 1982 година е избран за пръв път за кмет (демарх) на Драма с 51,4% срещу действащия кмет Анастасиос Макрис (41,24%). В 1986 година е преизбран на втори тур с 51,51% срещу Маргаритис Дзимас (48,49%). Като кмет Димитриадис обновява парка Извори на Драматица, подменя канализационната мрежа и полага усилия за озеленяването на града. Допринася и за утвърждаването на Фестивала на късометражното кино. В 1990 година Димитриадис губи на втория тур на местните избори от Дзимас с 48,24 на 51,76% от гласовете.
В 1993 година е назначен за областен управител (номарх) на ном Еврос в Дедеагач, където остава до 1994 година, когато става първият избран номарх на Драма.
И като демарх и като номарх Димитриадис работи за развиване на българо-гръцките връзки и има големи заслуги за изграждането на ГКПП Илинден – Ексохи от 1995 до 2005 година. На 30 май 2006 година Димитриадис е обявен за почетен гражданин на град Гоце Делчев за изключителни заслуги за развитието на българо-гръцкото икономическо и културно сътрудничество и за разширяването на приятелските отношения между народите на Република България и Република Гърция.
Умира на 13 октомври 2008 година в Драма. Името му носи открития театър в Изворите на Драматица.